# Xanthoparmelia subdecipiens
Xanthoparmelia subdecipiens är en lavart som först beskrevs av Vain. ex Lynge, och fick sitt nu gällande namn av Hale. Xanthoparmelia subdecipiens ingår i släktet Xanthoparmelia och familjen Parmeliaceae.   Inga underarter finns listade i Catalogue of Life.